# La Concepción, Tepotzotlán
La Concepción är en ort i Mexiko, tillhörande kommunen Tepotzotlán i delstaten Mexiko. La Concepción ligger i den centrala delen av landet och tillhör Mexico Citys storstadsområde. Orten hade 1 472 invånare vid folkräkningen 2010.